# O/OREOS
El O/OREOS (Organism/Organic Exposure to Orbital Stresses) es un laboratorio automatizado de nanosatélites CubeSat aproximadamente del tamaño de una barra de pan que contiene dos experimentos de astrobiología separados a bordo. Desarrollado por la División de Pequeñas Naves Espaciales en el Centro de Investigación Ames de la NASA, la nave fue lanzada exitosamente como una carga útil secundaria en el STP-S26 liderado por el Programa de Pruebas Espaciales de la Fuerza Aérea de los Estados Unidos en un cohete Minotaur IV desde la Isla Kodiak, Alaska el 19 de noviembre , 2010.

## Experimentos
Los objetivos de la misión O/OREOS:
- Demostrar tecnologías clave de satélites pequeños que pueden permitir futuros experimentos de astrobiología de bajo costo.
- Despliegue de un espectrómetro UV / VIS / NIR en miniatura adecuado para astrobiología  y otras investigaciones científicas.
- Probar la capacidad de establecer una variedad de condiciones de reacción experimentales para permitir el estudio de procesos astrobiológicos en satélites pequeños.
- Medir la evolución química de las moléculas orgánicas en LEO en condiciones que pueden extrapolarse a entornos interestelares y planetarios.